# بحيرة أنزا
بحيرة انزا هي خزان للسباحة الترفيهية في الحديقة الإقليمية تيلدن، والتي تقع في تلال بيركلي فوق بيركلي، كاليفورنيا.
تم إنشاء البحيرة من قبل بناء السد سي ال تيلدن بارك في عام 1938. وكانت قد سميت من قبل المجلس الإقليمي تكريما للمستكشف الإسباني خوان باوتيستا دي انزا.
البحيرة المفتوحة للسباحة في الفترة من مايو إلى سبتمبر. خلال هذا الوقت هناك رسوم الدخول المطلوبة، منقذين هي على واجب، ومطعم للوجبات الخفيفة مفتوح. يقتصر منطقة السباحة للمياه إلى جانب منطقة الشاطئ الرملية والعشبية وهي عبارة عن 70 ياردة (64 مترا) لفترة طويلة. هناك منطقة السباحة الكبار الذي يبلغ طوله 44 ياردة (40 مترا).
وتشمل منطقة البحيرة وسائل الراحة مثل غرف تغيير الملابس، والحمامات (مراحيض)، ومناطق وقوف السيارات الكبيرة. هناك مناطق حول البحيرة محفوظة لطيور الماء، وغيرها من المناطق للكلاب.

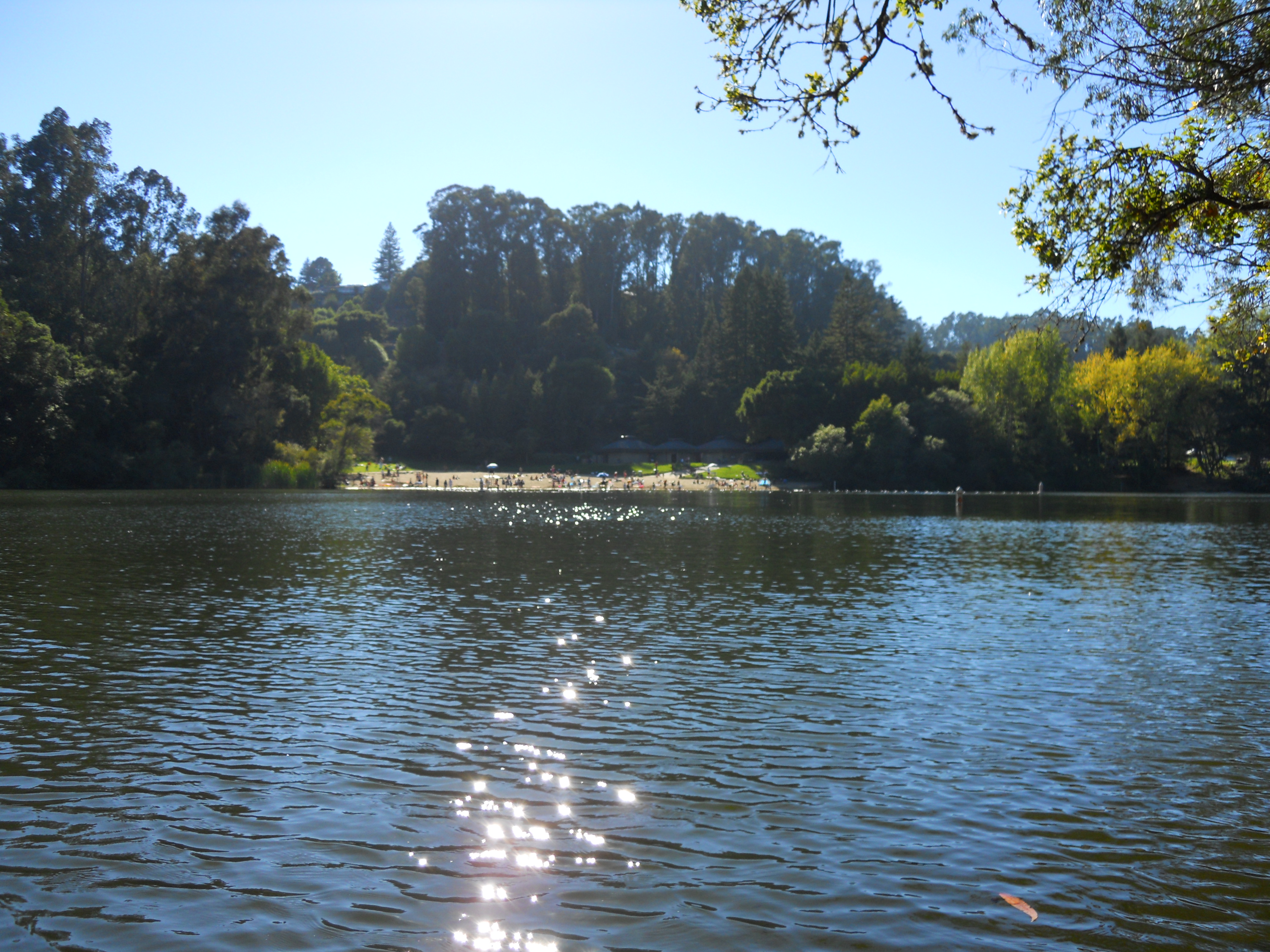
بحيرة انزا

## وصلات خارجية
- Findlakes خرائط لبحيرة أنزا
- بحيرة أنزا نسخة محفوظة 18 فبراير 2001 على موقع واي باك مشين.
- U.S. Geological Survey Geographic Names Information System: Lake Anza

‌